# Hằng số Erdős–Borwein
Hằng số Erdős–Borwein là tổng của tất cả các nghịch đảo của các số Mersenne. Hằng số này mang tên hai nhà toán học Paul Erdős và Peter Borwein.
Theo định nghĩa giá trị của hằng số bằng:
{\displaystyle E=\sum _{n=1}^{\infty }{\frac {1}{2^{n}-1}}\approx 1.606695152415291763\dots }
Có thể chứng minh được một số đẳng thức dưới đây
{\displaystyle E=\sum _{n=1}^{\infty }{\frac {1}{2^{n^{2}}}}{\frac {2^{n}+1}{2^{n}-1}}}
{\displaystyle E=\sum _{m=1}^{\infty }\sum _{n=1}^{\infty }{\frac {1}{2^{mn}}}}
{\displaystyle E=1+\sum _{n=1}^{\infty }{\frac {1}{2^{n}(2^{n}-1)}}}
{\displaystyle E=\sum _{n=1}^{\infty }{\frac {\sigma _{0}(n)}{2^{n}}}}
với σ0(n) = d(n) là hàm ước số, có giá trị bằng tổng số ước số nguyên dương của một số tự nhiên. Để chứng minh các đẳng thức này, chú ý rằng chúng đều có dạng chuỗi Lambert và do đó có thể rút gọn được theo lý thuyết về chuỗi Lambert.
Erdős năm 1948 chỉ ra rằng E là một số vô tỉ.